# 13 Hours: The Secret Soldiers of Benghazi
13 Hours: The Secret Soldiers of Benghazi is een Amerikaanse biografische oorlogsthriller uit 2016 onder regie van Michael Bay. De film is gebaseerd op het boek 13 Hours: The Inside Account of What Really Happened in Benghazi uit 2014 van Mitchell Zuckoff. Beide beschrijven ze het verhaal van zes leden van het beveiligingsteam van het Amerikaanse consulaat tijdens de aanval op dit consulaat in 2012.

## Achtergrond
De film is gebaseerd op het boek van Mitchell Zuckoff. Alle namen van de soldaten en aanvallers zijn er precies zo in teruggekomen. De regisseur heeft de film zeer serieus genomen en heeft op sommige details na geen eigen toevoeging aan het verhaal geleverd.

## Verhaal
In Benghazi, de op een na grootste stad van Libië, is, vlak na het ineenstorten van het bewind van Qadaffi, een geheime CIA-operatie aan de gang. Zes mannen wordt gevraagd de CIA-basis te bewaken. Wanneer Christopher Stevens, de Amerikaanse ambassadeur in Tripoli, naar het Amerikaanse consulaat in Benghazi vertrekt voor enkele feestelijke bijeenkomsten worden de bewakers van de CIA-basis aangesteld als de bewakers van het consulaat. Er ontbreekt van alles in het consulaat. Er is geen bewaking van mariniers en er is geen autocontrole. De bewaking aan de poort wordt gedaan door 17 Februari, Libische militairen die voor een mager salaris werken.
Het consulaat wordt op een gegeven ogenblik bestormd met als doel Christopher Stevens te doden. Hij vlucht samen met zijn lijfwacht een gesloten kamer in waar de aanvallers niet bij kunnen komen. Hierop gieten ze liters met benzine uit in het consulaat en steken deze aan. Christopher Stevens en zijn lijfwacht komen beiden om.
Diezelfde avond, wanneer de mannen van de CIA zijn teruggekeerd op de basis, volgt er een langdurige beschieting die eindigt met een mortieraanval. Twee CIA-agenten en ruim honderd aanvallers komen om het leven. Hierop worden de diplomatieke banden met Libië voor onbepaalde tijd verbroken.

## Rolverdeling
| Acteur           | Personage                 |
| ---------------- | ------------------------- |
| John Krasinski   | Jack Silva                |
| James Badge Dale | Tyrone 'Rone' Woods       |
| Pablo Schreiber  | Kris 'Tanto' Paronto      |
| David Denman     | Dave 'Boon' Benton        |
| Dominic Fumusa   | John 'Tig' Tiegen         |
| Max Martini      | Mark 'Oz' Geist           |
| Alexia Barlier   | Sona Jillani              |
| David Costabile  | Bob                       |
| Peyman Moaadi    | Amahl                     |
| Matt Letscher    | ambassadeur Chris Stevens |
| Toby Stephens    | Glen 'Bub' Doherty        |
| Demetrius Grosse | DS agent Dave Ubben       |

## Beoordeling
De film werd door kijkers en recensenten positief beoordeeld. Op IMDb kreeg de film een 7,4. Op MovieMeter ontving de film 3,84 van de 5 sterren.